# Loi de composition interne
 (mars 2011).
Si vous disposez d'ouvrages ou d'articles de référence ou si vous connaissez des sites web de qualité traitant du thème abordé ici, merci de compléter l'article en donnant les références utiles à sa vérifiabilité et en les liant à la section « Notes et références ».
En mathématiques, et plus précisément en algèbre générale, une loi de composition interne, abrégé en "lci" ou simplement "loi"  est une application  qui, à deux éléments d'un ensemble {\displaystyle E}, associe un élément de {\displaystyle E}. Autrement dit, c'est une opération binaire par laquelle {\displaystyle E} est stable.
L'addition et la multiplication dans l'ensemble des entiers naturels sont des exemples classiques de lois de composition internes.
Les lois de composition internes et externes servent à définir les structures algébriques, qui occupent une place privilégiée en algèbre générale.

## Présentation
Une opération dans un ensemble est une relation interne dans cet ensemble, qui, à deux éléments quelconques de cet ensemble, appelés opérandes, en associe éventuellement un troisième, unique, nommé résultat, toujours dans ce même ensemble.
Pour que l’opération considérée soit effectivement une loi de composition interne, il faut qu’elle ait un sens quels que soient les deux éléments  (on dit formellement que l'opération doit être définie partout). Ainsi :
- la division n’est pas une loi de composition interne dans ℝ, parce qu’on ne peut pas diviser par zéro : par exemple, « 3 / 0 » n’a pas de sens. Mais cette même division est une loi de composition interne dans ℝ* (ensemble des réels privé de 0). Enfin cette même opération n'est pas une loi de composition interne dans ℤ* car 2 / 3 n'est pas un entier relatif.
- la soustraction peut être ou non une loi de composition interne selon l’ensemble de nombres considéré :
  - s’il s’agit de l’ensemble des nombres usuels, dits entiers naturels { 0, 1, 2, 3,... }, ce n’en est pas une, puisque « 3 – 5 », par exemple, n’a pas pour résultat l’un de ces nombres usuels.
  - si au contraire, on choisit l’ensemble des entiers relatifs, qui en plus des entiers naturels, contient les entiers négatifs { ..., –3, –2, –1}, alors la soustraction est bien une loi de composition interne.

En résumé, une loi de composition interne dans un ensemble {\displaystyle E}, ou, plus simplement une loi dans {\displaystyle E}, est une opération qui donne un résultat dans {\displaystyle E} pour tous les couples possibles d'éléments de {\displaystyle E}.

## Exemples
Dans l’ensemble des entiers relatifs, l’addition est une loi de composition interne ayant entre autres les propriétés suivantes, qui seront définies plus formellement dans la seconde partie de l’article :
- 0 est élément neutre pour cette loi : l’ajouter à n’importe quel nombre redonne ce nombre : par exemple,   5 + 0 = 5  , et   0 + 8 = 8 ;
- pour tout entier, il existe un autre nombre, son opposé (le terme général est élément symétrique), tel qu’ajouté au premier, il redonne l’élément neutre 0. L’opposé se note comme l’entier initial changé de signe. Ainsi :   3 + (–3) = 0 ;
- on peut échanger les deux éléments autour du signe « {\displaystyle +} » :   3 + 5 = 5 + 3 = 8  . On dit que l’opération est commutative ;
- on peut grouper les éléments comme on le souhaite quand on en ajoute plus de deux :   3 + 5 + 4   peut se calculer de deux manières :
  - en calculant d’abord   3 + 5 = 8   puis en ajoutant   4   au résultat,
  - ou en calculant   5 + 4 = 9   avant de calculer   3 + 9  .

Ces deux méthodes mènent au même résultat, ce que l’on note :   (3 + 5) + 4 = 3 + (5 + 4)  . On dit que l’opération est associative.
Ces quatre propriétés, existence d’un élément neutre, existence de symétriques, commutativité, associativité, peuvent se retrouver pour d’autres ensembles et d’autres lois. Ainsi, on peut étudier l’ensemble des translations (c’est-à-dire les déplacements en ligne droite : par exemple, se déplacer de 3 mètres vers la gauche et de 2 mètres vers le haut), et une loi de composition interne sur cet ensemble, la composition : la composition de deux translations consistant simplement à faire le premier déplacement, puis le second. On retrouve pour la composition les mêmes propriétés que pour l’addition :
- le neutre est la translation nulle, consistant à ne pas se déplacer ;
- le symétrique d’une translation consiste à faire le même déplacement dans l’autre sens (3 mètres à droite et 2 mètres vers le bas pour l’exemple précédent) : si on fait successivement les deux, c’est comme si on faisait le déplacement nul ;
- on peut faire les déplacements dans l’ordre qu’on veut, on retrouve la commutativité et l’associativité.

L’ensemble des entiers relatifs avec l’addition, et l’ensemble des translations avec la composition ont ces propriétés simples en commun. Un ensemble et une loi qui possèdent ces quatre propriétés particulières s’appelle en algèbre un groupe abélien. L'algèbre générale s’attache ensuite à rechercher d’autres propriétés plus complexes qui découlent de ces quatre premières. Ces nouvelles propriétés seront alors valables aussi bien pour l’ensemble des entiers relatifs que pour celui des translations, et pour tout autre ensemble et toute autre loi de composition interne ayant la structure d’un groupe abélien, sans qu’il soit nécessaire de le redémontrer pour chacun.

## Définition formelle
On appelle loi de composition interne sur un ensemble {\displaystyle E} toute application {\displaystyle *\,} du produit cartésien {\displaystyle E\times E} dans {\displaystyle E}.
Un ensemble {\displaystyle E} muni d’une loi de composition interne {\displaystyle *\,} constitue une structure algébrique appelée magma et notée « ( {\displaystyle E}, {\displaystyle *\,} ) ».
Quelques exemples triviaux, pour un ensemble {\displaystyle E} non vide :
- les applications constantes : si c appartient à E : {\displaystyle \forall x\in E,\ \forall y\in E,\ x*y=c}
- l’application sélectionnant le terme de gauche : {\displaystyle \forall x\in E,\ \forall y\in E,\ x*y=x}
- l’application sélectionnant le terme de droite :{\displaystyle \forall x\in E,\ \forall y\in E,\ x*y=y}

## Éléments particuliers

### Carrés et dérivés
- un élément {\displaystyle c\,} est dit carré si :   {\displaystyle \exists \ x\in E,\ x*x=c\,}

En sens inverse, tout élément x a un carré unique, noté habituellement « x2 ».
Si la loi est notée additivement, le terme de double sera employé de préférence à celui de carré.
Exemple : dans ℤ, le double de 3 (pour l'addition) est 6, et son carré (pour la multiplication) est 9.
- un élément {\displaystyle s\,} est dit idempotent (d'ordre 2) ou projecteur si :   {\displaystyle s*s=s\,}

En d’autres termes, cet élément est son propre carré.
Exemples :
- tout élément neutre d'une loi est idempotent pour cette loi ;
- dans tout ensemble numérique les contenant, 0 et 1 sont les seuls éléments idempotents pour la multiplication.

### Neutres et dérivés
Un élément {\displaystyle e} est dit :
- neutre à gauche si {\displaystyle \forall x\in E\quad e*x=x} ;
- neutre à droite si {\displaystyle \forall x\in E\quad x*e=x} ;
- neutre lorsqu’il est neutre à droite et à gauche.

Exemples
- Dans ℝ, l'élément neutre de l'addition est 0, et celui de la multiplication est 1.
- Dans l'ensemble des parties d'un ensemble X, l'ensemble vide est neutre pour l'union et l'ensemble X est neutre pour l'intersection.

Tout élément neutre à gauche ou à droite est idempotent.
S'il existe un élément neutre à gauche et un élément neutre à droite, alors la loi admet un unique élément neutre, et tout élément neutre à gauche ou à droite lui est égal.
Lorsqu'il existe un élément neutre {\displaystyle e} :
- un élément {\displaystyle s} est dit involutif si {\displaystyle s*s=e}.
Le seul élément involutif et idempotent est l'élément neutre ;
- un élément {\displaystyle a} est dit symétrique à gauche de l'élément {\displaystyle b} si {\displaystyle a*b=e}. L'élément {\displaystyle b} est alors symétrique à droite de l'élément {\displaystyle a}.

### Absorbants et dérivés
Un élément {\displaystyle a} est dit :
- absorbant à gauche si : {\displaystyle \forall x\in E\quad a*x=a} ;
- absorbant à droite si : {\displaystyle \forall x\in E\quad x*a=a} ;
- absorbant s'il est absorbant à droite et à gauche.

Exemples
- Dans ℝ, 0 est absorbant pour la multiplication.
- Dans l'ensemble des parties d'un ensemble X, l'ensemble vide est absorbant pour l'intersection et l'ensemble X est absorbant pour l'union.

Tout élément absorbant à gauche ou à droite est idempotent.
S'il existe un élément absorbant à gauche et un élément absorbant à droite, alors la loi admet un unique élément absorbant, et tout élément absorbant à gauche ou à droite lui est égal.
Lorsque la loi admet un élément absorbant {\displaystyle 0}, un élément {\displaystyle x} est dit nilpotent (d'ordre 2) si {\displaystyle x*x=0}.

### Centre d'une structure
Un élément {\displaystyle c} est dit central si {\displaystyle \forall x\in E\quad x*c=c*x}.
Les éléments neutre et absorbant bilatères sont centraux.
On appelle centre de E, et on note Z(E), l’ensemble des éléments centraux de E.

### Réguliers et dérivés
Un élément {\displaystyle s\in E} est dit
- régulier à gauche ou simplifiable à gauche si :

{\displaystyle \forall \ (x,y)\in E^{2}\ (s*x=s*y\Rightarrow x=y)} ; autrement dit si la multiplication à gauche {\displaystyle x\mapsto s*x} est injective.
- régulier à droite ou simplifiable à droite si :

{\displaystyle \forall \ (x,y)\in E^{2}\ (x*s=y*s\Rightarrow x=y)}; autrement dit si la multiplication à droite {\displaystyle x\mapsto x*s} est injective.
- régulier ou simplifiable lorsqu’il est régulier à droite et à gauche ;
- diviseur de zéro à gauche s'il existe un élément absorbant {\displaystyle a} (évidemment unique), différent de {\displaystyle s}, et si :{\displaystyle \exists \ r\in E\ (r\neq a\wedge s*r=a)};
- diviseur de zéro à droite s'il existe un élément absorbant {\displaystyle a}, différent de {\displaystyle s}, et si : {\displaystyle \exists \ r\in E\ (r\neq a\wedge r*s=a)}.

Les diviseurs de zéro sont irréguliers. Les éléments nilpotents autres que l’élément absorbant sont des diviseurs de zéro.

### Paires d'éléments
Des paires d’éléments peuvent aussi présenter des propriétés particulières :
- deux éléments {\displaystyle r\,}et {\displaystyle s\,}seront dits permutables ou commutants si : {\displaystyle r*s=s*r\,}
- deux éléments permutables {\displaystyle r\,}et {\displaystyle s\,}seront dits symétriques ou inversibles si :
  - il existe un élément neutre {\displaystyle e\,},
  - et : {\displaystyle r*s=e};
- deux éléments permutables {\displaystyle r\,}et {\displaystyle s\,}seront dits diviseurs de zéro ou désintégrants si :
  - il existe un élément absorbant {\displaystyle a\,},
  - et aucun des deux éléments n’est égal à {\displaystyle a\,},
  - et : {\displaystyle r*s=a};

Exemple : pour les entiers relatifs, 0 est neutre pour l’addition, absorbant pour la multiplication, et neutre à droite pour la soustraction.

## Propriétés
Certaines propriétés des lois de composition internes, particulièrement intéressantes, ont reçu un nom. Soit un magma (E, {\displaystyle *\,}) ; la loi {\displaystyle *\,} peut y présenter les propriétés suivantes :

### Existence d’éléments remarquables
Une loi est dite
- unifère à gauche s’il existe un élément neutre à gauche. Une loi peut présenter plusieurs éléments neutres à gauche, à condition qu’elle ne présente pas d’élément neutre à droite ;
- unifère à droite s’il existe un élément neutre à droite. Une loi peut présenter plusieurs éléments neutres à droite, à condition qu’elle ne présente pas d’élément neutre à gauche ;
- unifère (parfois unitaire) s’il existe un élément neutre (qui est alors unique).

### Régularité et propriétés liées
- {\displaystyle *\,} est dite régulière à gauche ou simplifiable à gauche si tous les éléments de E sont réguliers à gauche, c'est-à-dire si :

{\displaystyle \forall \ (x,y,z)\in E^{3},\ (x*y=x*z)\Rightarrow (y=z)\,}
- {\displaystyle *\,} est dite régulière à droite ou simplifiable à droite si tous les éléments de E sont réguliers à droite, c'est-à-dire si :

{\displaystyle \forall \ (x,y,z)\in E^{3},\ (y*x=z*x)\Rightarrow (y=z)\,}
- {\displaystyle *\,} est dite régulière ou simplifiable si tous les éléments de E sont réguliers, c’est-à-dire si :

{\displaystyle \forall \ (x,y,z)\in E^{3},\ [\ (x*y=x*z)\lor (y*x=z*x)\ ]\Rightarrow (y=z)\,}
Une loi est régulière si et seulement si elle est régulière à gauche et régulière à droite.

### Associativité et propriétés analogues
Une loi {\displaystyle *} est dite :
- associative si :
{\displaystyle \forall \left(x,y,z\right)\in E^{3}\quad x*(y*z)=(x*y)*z}.
L’associativité d’une loi permet de se passer des parenthèses quand on répète la loi ; la plupart des lois intéressantes sont associatives (exemples : l’addition, la multiplication, la composition des relations binaires…) ;
- alternative si :
{\displaystyle \forall \left(x,y\right)\in E^{2}\quad \left[x*(x*y)=(x*x)*y\quad {\text{et}}\quad (x*y)*y=x*(y*y)\right]}.
Cette propriété est moins forte que l'associativité ;
- associative des puissances si, lorsqu'un élément est composé par lui-même plusieurs fois, l'ordre dans lequel sont effectuées ces compositions n'influe pas sur le résultat (ce qui implique en particulier : {\displaystyle x*(x*x)=(x*x)*x}).
Quand cette propriété est vérifiée, il est possible d’introduire la notion de puissance d’un élément (d’où le nom de la propriété) :
  - la puissance n-ième d’un élément {\displaystyle x}, notée habituellement {\displaystyle x^{n}}, est égale au résultat de la composition de {\displaystyle x} selon {\displaystyle *}, {\displaystyle (n-1)} fois avec lui-même ; ainsi, {\displaystyle x^{1}=x}, {\displaystyle x^{2}=x*x}, {\displaystyle x^{3}=x*x*x}, etc.
  - si de plus la loi {\displaystyle *} présente un élément neutre {\displaystyle e}, on pose {\displaystyle x^{0}=e}
  - si en outre l'élément {\displaystyle x} est inversible (voir infra), on pose  {\displaystyle x^{-n}=(x^{n})^{-1}}.

### Autres propriétés
Une loi {\displaystyle *} est dite
- intègre si elle admet un élément absorbant et si aucun élément n’est diviseur de zéro ;
- commutative si {\displaystyle \forall \ (x,y)\in E^{2}\quad x*y=y*x}.

La liste de propriétés ci-dessus n’est pas exhaustive, loin de là. Toutefois, nous n'aborderons dans ce paragraphe qu’un seul autre cas : dans des structures algébriques comportant plusieurs lois, certaines de ces lois ont des propriétés relatives à d’autres lois. La plus importante de ces lois relatives est la distributivité.
- Une loi {\displaystyle *} est distributive à gauche par rapport à une autre loi {\displaystyle \bot } si : {\displaystyle \forall \ (x,y,z)\in E^{3}\quad x*(y\bot z)=(x*y)\bot (x*z)\,}
- Une loi {\displaystyle *} est distributive à droite par rapport à une autre loi {\displaystyle \bot } si : {\displaystyle \forall \ (x,y,z)\in E^{3}\quad (x\bot y)*z=(x*z)\bot (y*z)\,}
- Une loi {\displaystyle *} est distributive par rapport à une autre loi {\displaystyle \bot } si elle est à la fois distributive à droite et à gauche par rapport à {\displaystyle \bot }

Par exemple, la multiplication est distributive par rapport à l’addition.
Remarque : si de plus {\displaystyle \bot } est régulière et unifère, alors son élément neutre est nécessairement absorbant pour la loi {\displaystyle *}. Cela explique entre autres pourquoi, dans un corps commutatif, l'élément neutre de la première loi n'a pas de symétrique par la deuxième loi.

### Inversibilité
Nous nous plaçons dans un magma {\displaystyle (E,*)} dont nous supposons la loi unifère donc disposant d'un élément neutre {\displaystyle e\,}.
Il est alors possible de définir les notions suivantes :
- un élément {\displaystyle s} est dit symétrisable à gauche ou inversible à gauche en notation multiplicative si :

{\displaystyle \exists \ s'\in E,\ s'*s=e\,}
{\displaystyle s'} est alors appelé symétrique à gauche ou inverse à gauche de {\displaystyle s} ;
- un élément {\displaystyle s\,} est dit symétrisable à droite ou inversible à droite si :

{\displaystyle \exists \ s'\in E,\ s*s'=e\,}
{\displaystyle s'}  est alors appelé symétrique à droite ou inverse à droite de {\displaystyle s} ;
- Tout élément inversible à gauche est régulier à gauche, et de même à droite. Si {\displaystyle E} est fini, la réciproque est vraie car toute injection de {\displaystyle E} dans {\displaystyle E} est alors surjective (voir les propriétés des bijections).
- un élément {\displaystyle s\,} est dit symétrisable ou inversible lorsqu'il est symétrisable à droite et à gauche et que les deux symétriques sont égaux ;

{\displaystyle s'} est alors appelé symétrique ou inverse de {\displaystyle s}.
- la loi {\displaystyle *\,} est dite symétrisable ou inversible si tous les éléments de {\displaystyle E} sont inversibles.

On peut avoir non-unicité d'inverses à gauche. En effet, {\displaystyle \mathbb {R} ^{\mathbb {N} }} muni de la composition est un magma, dont la loi est associative. L'élément {\displaystyle f:(x_{0},x_{1},x_{2},\dots )\mapsto (x_{0},x_{0},x_{1},\dots )} admet deux inverses à gauche, notamment : l'application qui supprime le premier terme et celle qui supprime le second terme. De même, on peut avoir non-unicité d'inverses à droite en considérant le magma opposé défini par {\displaystyle f*g:=g\circ f}.
Si par contre la loi {\displaystyle *\,} est de plus associative, si un élément {\displaystyle s} est inversible à droite et à gauche alors ses symétriques à droite et à gauche sont forcément égaux entre eux et cet élément est donc inversible. Son symétrique (alors unique) est noté habituellement « s -1 ».
Exemples :
- 2 n'est pas symétrisable pour l'addition dans les entiers naturels ;
- 2 est symétrisable, de symétrique –2, pour l’addition dans les entiers relatifs ;
- 2 n’est pas inversible pour le produit dans les entiers relatifs ;
- 2 est inversible, d’inverse 1/2, pour le produit dans les rationnels.

Remarque :
Lorsque la loi est notée additivement, le symétrique est plutôt appelé opposé, et quand la loi est notée multiplicativement le symétrique est plutôt appelé inverse.

### Implications entre propriétés vérifiées par une loi de composition interne
En septembre 2024, Terence Tao lance le projet des théories équationnelles ((en) Equational theories project) , programme visant à déterminer toutes les implications entre les 4694 équations faisant intervenir au plus 4 fois une loi, en commençant par {\displaystyle x=x}, en passant par la commutativité et l'associativité, et en finissant par {\displaystyle (x*y)*z=(w*u)*v}. Les résultats sont donnés dans .
Exemples : 
- La commutativité est impliquée par {\displaystyle \forall x,y\,:(x*y)*y=y*x}  et  {\displaystyle \forall x,y,z\,:x=(y*x)*((x*z)*z)\Rightarrow \forall x,y\,:x=y}.
- si "Astérix" est la propriété {\displaystyle \forall x,y\,:x=y*(x*(y*x))} et "Obélix" la propriété {\displaystyle \forall x,y\,:x=(y*x)*(y*(y*x))}, alors Astérix n'implique pas Obélix, Obélix n'implique pas Astérix, mais Astérix et Obélix sont équivalents dans les magmas finis.

## Dénombrements concernant les lois de composition internes sur un ensemble ànéléments
Soit {\displaystyle E} un ensemble à {\displaystyle n} éléments.
- Le nombre de lois de composition internes sur {\displaystyle E} est le nombre d'applications de {\displaystyle E\times E} dans {\displaystyle E}, soit{\displaystyle n^{(n^{2})}} ; voir la suite A002489 de l'OEIS.

- Le nombre de lois à isomorphisme près (il en existe par exemple 10 sur les 16 pour {\displaystyle n=2} ) est donné par la suite A001329 de l'OEIS. Ce nombre est asymptotiquement équivalent à {\displaystyle n^{(n^{2})}/n!}.
- Le nombre de lois à isomorphisme près et anti-isomorphisme (en) près[8] (il en existe par exemple 7 sur les 16 pour {\displaystyle n=2} ) est donné par la suite A001424  de l'OEIS.

- Le nombre de lois commutatives sur {\displaystyle E} est{\displaystyle n^{n(n+1)/2}~} ; voir la suite A023813 de l'OEIS

- Le nombre de lois associatives, soit le nombre de structures de demi-groupe sur {\displaystyle E}, ne possède pas actuellement de formule « fermée » ; il est donné par la suite A023814 de l'OEIS.
- Le nombre de lois possédant un élément neutre (forcément unique) est{\displaystyle n^{(n-1)^{2}+1}} ; voir la suite A090602 de l'OEIS

- Le nombre de lois commutatives possédant un élément neutre est{\displaystyle n^{n(n-1)/2+1}} ; voir la suite A090599 de l'OEIS

- Le nombre de lois régulières à gauche (ou à droite) est{\displaystyle (n!)^{n}} ; voir la suite A036740 de l'OEIS

- Le nombre de lois régulières, soit le nombre de structures de quasi-groupe sur {\displaystyle E}, et aussi le nombre de carrés latins formés avec {\displaystyle n} objets, est donné par la suite A002860 de l'OEIS.